# 曹怡
曹怡（1929年—2020年4月9日），女，江苏无锡人，中国有机光化学家，曾任中国科学院感光化学研究所所长、研究员，中国化学会理事。